# Domenico Alfani

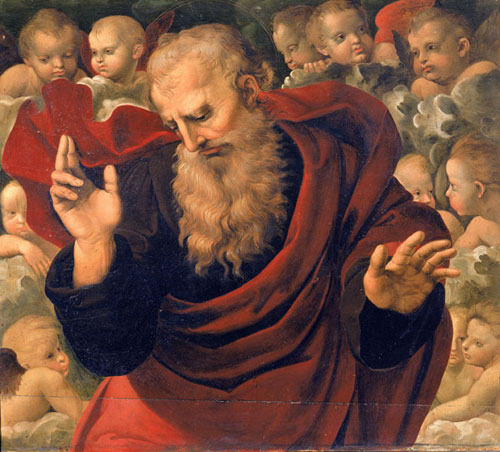
Binecuvântarea eternă, atribuită inițial lui Rafael, dar ulterior s-a demonstrat că este a lui Domenico Alfani, 1507

Domenico Alfani di Paride (n. 1480, Perugia, Italia – d. 1553, Perugia, Italia) a fost un pictor
italian din perioada Renașterii, activând în principal în Perugia natală.

## Viața
A fost un contemporan al lui Rafael, cu care a studiat la școala lui Pietro Perugino. Cei doi artiști au fost prieteni apropiați, iar influența lui Rafael este atât de evidentă în lucrările lui Alfano, încât lucrări de-ale sale au fost deseori atribuite artistului mai faimos. Spre sfârșitul vieții, Alfani și-a schimbat treptat stilul și s-a aproximat de cel al școlii florentine de mai târziu. Data morții sale, conform unora, a fost 1540, în timp ce alții spun că era în viață în 1553. Tablouri realizate de Alfani pot fi văzute în colecțiile din Florența și în mai multe biserici din Perugia, inclusiv San Francesco din Deruta.
Fiul său, Orazio Alfani, a fost, de asemenea, un pictor proeminent în Perugia și fondator al academiei de pictură din acest oraș.